# Иосиф (Киквадзе)
Митрополит Иосиф (в миру Георгий (Гиви) Миленович Киквадзе, груз. გიორგი მილენის ძე კიკვაძე; род. 17 сентября 1959, Чохатаури) — епископ Грузинской православной церкви, митрополит Шемокмедский.

## Биография
После окончания средней школы продолжил обучение в художественной школе имени Якоба Николадзе в Тбилиси, которую окончил в 1978 году. В 1978—1979 годах работал учителем рисования в средней школе села Чайсубани Чохатаурского района. В 1979—1981 годах проходил срочную военную службу, после демобилизации в 1981—1985 годах преподавал скульптуру, графику и живопись в Чохатаурском художественном училище. В 1985—1990 годах учился в Тбилисской академии художеств.
В 1986 года Георгий Киквадзе стал прихожанином Патриаршего собора Сиони в Тбилиси. В 1990 году поступил в монастырь Сафара. В том же году по благословению Католикоса-Патриарха всея Грузии Илии II поступил в Тбилисскую Духовную Академию. 16 мая 1991 года в Светицховели, в День Вознесения Господня, Католикос-Патриарх всея Грузии Илия II постриг его в монахи и нарек имя Иосиф. 23 мая 1991 года в Давид-Гареджийском монастыре Патриарх Илия II рукоположил его во иеродиакона. 3 ноября 1991 года Католикос-Патриарх всея Грузии Илия II рукоположил иеродиакона Иосифа в сан иеромонаха в Патриаршем соборе Сиони.
В 1992—1993 годах был настоятелем Мартфеевского монастыря. В 1993 году по благословению Католикоса-Патриарха всея Грузии Илии II возведён в сан архимандрита и назначен заместителем настоятеля Патриаршего собора Светицховели.
7 апреля 1995 года решением Священного Синода в праздник Святого Благовещения хиротонисан во епископа Шемокмедского.
28 ноября 2000 года был возведён в достоинство архиепископа.
3 июня 2007 года возведён в сан митрополита.
25 декабря 2007 года награждён орденом Святого Георгия I степени.